# OxygenOS
OxygenOS (chinês: 氧OS, pinyin: yǎng OS) é um sistema operacional móvel baseado no Android desenvolvido pela fabricante chinesa de smartphones OnePlus exclusivamente para seus dispositivos. O OxygenOS foi criado para o mercado internacional. Anteriormente, existia também uma versão específica do sistema operacional desenvolvida para o mercado chinês, chamada HydrogenOS (chinês: 氢OS, pinyin: qīng OS).
Em uma entrevista publicada em 3 de setembro de 2016, o XDA Developers revelou que a OnePlus estava "ativamente unificando ambas as plataformas (OxygenOS e HydrogenOS) em um único sistema operacional coeso, baseado no Android".

## História
Em julho de 2021, a OnePlus unificou o OxygenOS com o ColorOS da Oppo. Os sistemas das duas empresas permanecerão separados e continuarão atendendo a suas respectivas regiões (o OxygenOS para smartphones OnePlus no mercado global, e o ColorOS em dispositivos OnePlus e Oppo na China), mas agora compartilham uma base de código comum. Segundo a OnePlus, essa mudança visa padronizar a experiência do software e agilizar o processo de desenvolvimento para futuras atualizações do OxygenOS.